# 鈴木幾次郎
鈴木 幾次郎（すずき いくじろう、1869年6月30日（明治2年5月21日）- 1938年（昭和13年）10月11日）は、明治から昭和前期の実業家、政治家。高松市長。旧姓・佐々木。

## 経歴
讃岐国香川郡高松城下西瓦町（現香川県高松市瓦町）で「大和屋」佐々木清三の二男として生まれ、1889年（明治22年）7月、高松古馬場町「伏石屋」鈴木伝五郎の養子となる。東京専門学校を卒業。1904年（明治37年）3月に家督を相続した。
香川銀行頭取、中国銀行重役などを務めた。
1908年（明治41年）5月25日、第3代高松市長に就任。教育施設の充実、水道敷設の推進、市歌の制定などを推進した。観光案内書「高松しるべ」の作成を行い観光の振興にも尽くした。1914年（大正3年）5月24日に市長を退任した。
その後、香川県教育会副会長に就任し、教育方面でも活躍した。

## 親族
- 妻 鈴木ユキ（養父長女）[1]
- 長女 川崎舎富美子（川崎舎恒三の妻）[1]
- 長男 鈴木義伸（高松市長）[1][3]